# Miloš Marić
Pour les articles homonymes, voir Marić.
Miloš Marić (en serbe en écriture cyrillique : Милош Марић), né le 5 mars 1982 à Titovo Užice en Yougoslavie (auj. Užice en Serbie), est un footballeur serbe, international yougoslave évoluant comme milieu de terrain.

## Clubs successifs
- 1999-2000 : FK Sloboda Užice -  RF Yougoslavie
- 2000-2001 : FK Remont Čačak -  RF Yougoslavie
- 2001-2004 : Zeta Golubovci -  RF Yougoslavie puis  Serbie-et-Monténégro
- 2004-2007 : Olympiakos Le Pirée -  Grèce
- 2007-jan. 2010 : KAA La Gantoise -  Belgique
- jan. 2010-déc. 2010 : VfL Bochum -  Allemagne
- depuis jan. 2011 : Lierse SK -  Belgique

## Sélection nationale
- 7 sélections